# الحدة (الخبت)

تعديل مصدري - تعديل

الحدة هي إحدى قرى عزلة عبس بمديرية الخبت التابعة لمحافظة المحويت، بلغ تعداد سكانها 585 نسمة حسب تعداد اليمن لعام 2004.